# Eセグメント
Eセグメント(E-Segment, Upper Middle Size Cars/mid-luxury car)とは、主に欧州で利用されている乗用車分類方法であるセグメントの1カテゴリーであり、同一セグメントにセダン、クーペ、ハッチバックなどのボディスタイルを包括する。
調査会社であるグローバルインサイト社の分類においては最上位に位置付けられ、スポーツ・クーペ、マルチパーパスカー、SUVを含むとされている。
欧州で「以前に使用されていた最も狭義の分類
」においてはDセグメントとFセグメントの中間に位置し、スポーツ・クーペ、マルチパーパスカー、SUVは別のセグメントに分類されている。

## 概要
おおむね全長が約4,800mmから約5,000mmまでの車種とされ、3L以上の6気筒エンジンが搭載される車を指すことが一般的であるが、車両サイズ、全長、価格、および車両装備や車両の持ち合わせるイメージなどの複数要件による分類のために、明確な数値基準はない。
アメリカにおける分類のミドルサイズラグジュアリーカー、フルサイズカー（Mid-size luxury car、Full-size car）や、イギリスにおける分類のエグゼブティブカー（Executive car）がEセグメントに近似する。
なおピックアップトラックやライトバンなどの、いわゆる商用車は乗用車のセグメント分類には属さない。